# Kirke Karja

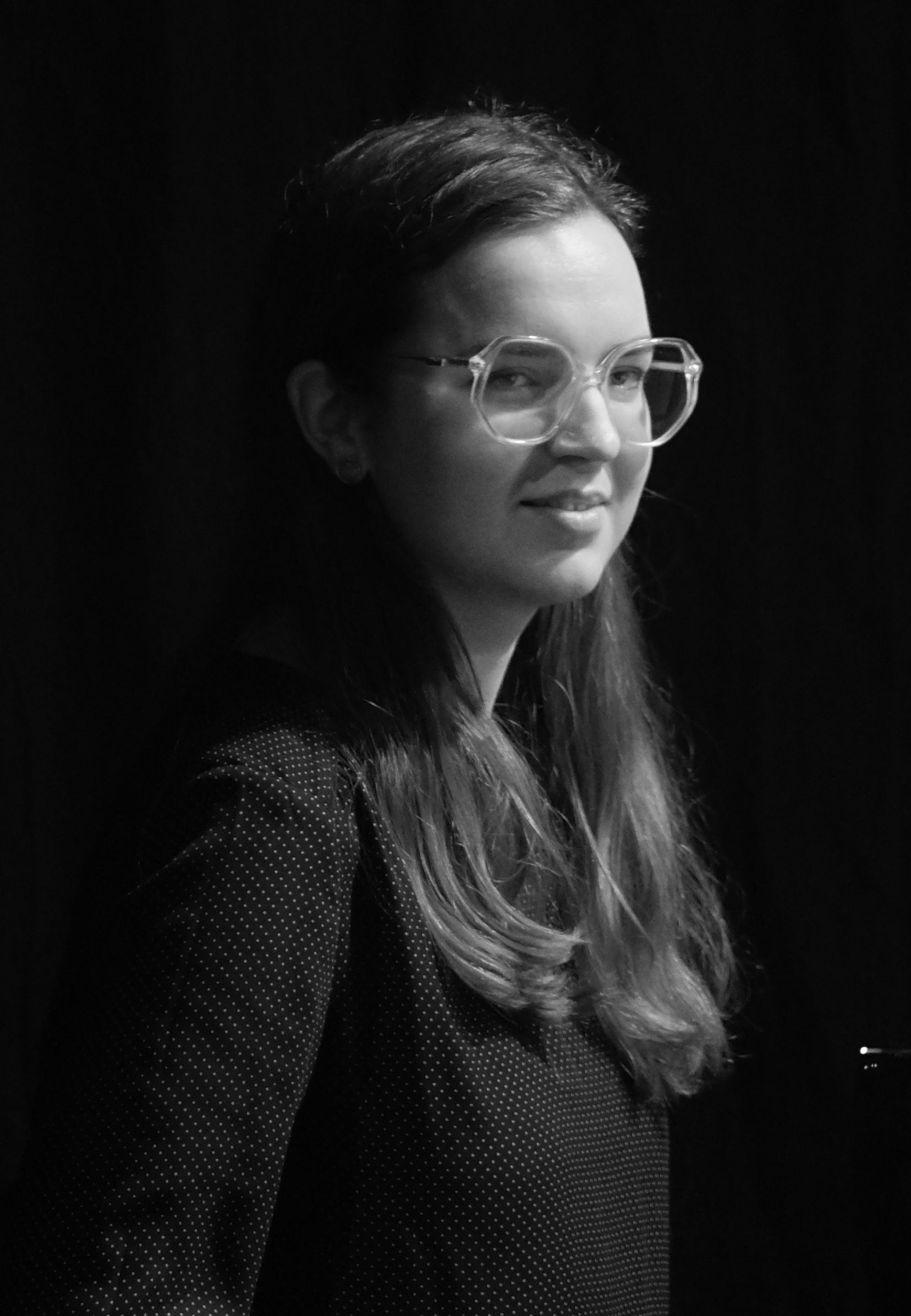
Kirke Karja (2019)

Kirke Karja (* 18. September 1989) ist eine estnische Jazz- und Improvisationsmusikerin (Piano, Komposition).

## Wirken
Karjas wollte zunächst Dirigentin, dann Konzertpianistin zu werden, entschied sich jedoch dann für eine Karriere als Jazzmusikerin. In Tallinn studierte sie klassisches Piano sowie Jazzpiano. 2021 promovierte sie an der Estnischen Akademie für Musik und Theater in Jazzkomposition.
Zunächst betrieb Karja ein Quartett, mit dem sie 2017 ihr Debütalbum Turbulence und 2019 Wrong Kind of Paradise veröffentlichte. Weiterhin tourte sie mit Captain Kirke and the Klingons. Seit 2021 arbeitet Karja im Trio mit dem französischen Bassisten Etienne Renard und dem deutschen Schlagzeuger Ludwig Wandinger, das den Down Beat besonders überzeugte, wie es gekonnt Swing-Impulse durch zackige Stop-Start-Rhythmen breche,; 2022 erschien ihr gemeinsames Album The Wrong Needle. Mit seinem Konzert beim Jazzfest Berlin 2022, das der Deutschlandfunk mitschnitt und sendete, begeisterte das Trio durch seine Energie und Kraft. Dieses Trio bildete auch den Kern für ein Quartett mit der koreanischen Schlagzeugerin Sun-Mi Hong und ein Septett mit Hong, Verneri Pohjola (Trompete), Elias Stemeseder (Klavier) und Felix Henkelhausen (Bass).
Karja komponierte auch Werke für das Euradio Jazz Orchestra der Europäischen Rundfunkunion. Ihre Musik zeichnet sich durch eine sehr eigene harmonische Sprache aus. Sie nutzt Einflüsse zeitgenössischer (klassischer) Komponisten (wie Paul Hindemith) und verbindet diese mit Improvisierter Musik bzw. Jazz. Sie ist weiterhin auf Alben von X-Panda, Heliotroop und Raimond & The 3 Magi zu hören.

## Diskographische Hinweise
- Kirke Karja / Étienne Renard / Ludwig Wandinger: Caught in My Own Trap (BMC Records 2024)

## Preise und Auszeichnungen
Karja erhielt 2014 den Noor Jazz Talent Award. 2021 wurde sie mit dem Giorgio Gaslini Future Talent Award ausgezeichnet. 2022 wurde sie zu Estlands Jazzmusikerin des Jahres gewählt.